# Échelle d'Allport
L' échelle d'Allport est une mesure de la manifestation du préjugé dans une société. Elle est aussi connue sous le nom d'échelle de préjugé et de discrimination d'Allport ou d'échelle de préjugé d'Allport. Elle a été conçue par le psychologue Gordon Allport dans The Nature of Prejudice (1954).

## L'échelle
L'échelle d'Allport est graduée de 1 à 5. 

### Degré 1: discrimination verbale
L'antilocution est une forme de distance du groupe majoritaire par rapport à un groupe minoritaire ou étranger, manifestée sous forme de « blagues à thème » véhiculant des stéréotypes négatifs comme dans l'image des Balkaniques véhiculée dans le film français « Le père Noël est une ordure » à travers le personnage ridicule de Preskovitch et ses spécialités dégoûtantes du « dobitchu » et du « kloug aux marrons ».

### Degré 2: évitement/mise à l'écart
L'évitement est une forme non juridique, mais comportementale d'exclusion sociale : les membres d'une communauté évitent le contact, la cohabitation, les alliances matrimoniales, les échanges commerciaux avec ceux des autres communautés : l'évitement se manifeste, territorialement, par la ségrégation spatiale, où les communautés se regroupent dans les espaces séparés.

### Degré 3: discrimination/ségrégation
La discrimination est un évitement renforcé, qui prend des formes obligatoires et juridiques, dont les formes peuvent être des lois raciales, la ségrégation institutionnalisée, des persécutions ciblées sur une catégorie ethnique, religieuse, sociale ou autre, comme dans les cas de l'Apartheid, des Coréens au Japon, des femmes dans maintes sociétés traditionnelles, des nomades dans les sociétés dominées par des sédentaires... Le groupe-cible subit la discrimination en se voyant refuser des opportunités et des services, l'accès à l'éducation ou à l'emploi, des logements décents...

### Degré 4: agression physique
L'attaque physique se traduit par la violence, le vandalisme, le pillage, l'incendie des biens de la communauté-cible par des groupes ou des individus appartenant à la communauté dominante, comme dans les cas du lynchages d'afro-américains, des pogroms, des collectivisations forcées, de l'expulsion de populations, du goudronnage et plumage des loyalistes anglais au XVIIIe siècle ou des mormons au XIXe siècle, ou encore de la vandalisation des églises coptes en Égypte par les foules musulmanes.

### Degré 5: extermination de groupe
L'extermination vise la destruction totale et définitive du groupe-cible et sa disparition. Le groupe majoritaire cherche à exterminer le groupe minoritaire. Il cherche à liquider le groupe entier de personnes (par exemple, les guerres indiennes pour supprimer les Amérindiens, la solution finale contre les Juifs, le nettoyage ethnique au Nigeria par les musulmans contre les minorités animistes et chrétiennes, etc.).

## Échelle de maturité religieuse
L'« échelle des préjugés » d'Allport décrite ici ne doit pas être confondue avec son « échelle de l'orientation religieuse » formulée avec J.M. Ross en 1967 qui définit le degré de maturité d'une conviction religieuse personnelle, du plus mature, conscient qu'une foi est une croyance et non une certitude, ouvert au doute, au dialogue, à la tolérance, jusqu'au moins mature persuadé de tenir une vérité ultime et indiscutable, fermé à toute alternative et vivant sa croyance comme un préjugé le séparant de toute personne ne partageant pas ses convictions.